# Zetorchestes saltator
Zetorchestes saltator är en kvalsterart som beskrevs av Oudemans 1915. Zetorchestes saltator ingår i släktet Zetorchestes och familjen Zetorchestidae. Inga underarter finns listade i Catalogue of Life.